# Zeami
Zeami Motokiyo (世阿弥 元清; c.1363–c.1443), também chamado Kanze Motokiyo (観世 元清) (Motokiyo era seu nome de infância), foi ator, compositor, diretor, dançarino e o mais importante dramaturgo e teórico do teatro japonês e oriental. Nascido na era Namboku-cho era o filho mais velho de Kannami. No final de sua vida tornou-se um monge Zen. 
Escreveu cerca de cem peças teatrais enre elas Izutsu, Hagoromo (O Manto de Penas), Koi no Omoni (A Carga do Amor) and Takasago. FushiKaden (風姿花伝), seu grande trabalho teórico, - também conhecido por Kadensho (花伝書), o tratado de Transmissão da Flor da Intepretação, contém instruções práticas para atores sobre o teatro Noh. Este tratado, seguindo a tradição Zen, é um exemplo da cultura espiritual japonesa, ultrapassando seus marcos e discutindo estética e filosofia. 
Estabeleceu o teatro noh como uma forma artística em todos os níveis da sociedade japonesa, uma arte da pantomima e do canto. Seu ideal para a arte e as peças noh em particular são expressos na palavra yûgen. Yû significa escuro, profundo, quieto, Gen é profundo ou escuro e do outro mundo. A beleza Yûgen não pode ser apreendida intelectualmente nem materialmente, existe apenas de maneira subjetiva, não é visível como a flor (hana), outro dos paradigmas do teatro de Zeami.
Os grandes renovadores do teatro no século XX utilizaram ou se inspiraram na arte de Zeami, Gordon Graig, Meyerhold, Tairov, Copeau, Brecht, Dullin, Decroux, Grotowski, Barba, Schechner. Barrault e Villar, importantes diretores do teatro francês, liam os tratados de Zeami para seus atores em seus ensaios.

## Atuação
Zeami foi educado por seu pai, Kannami Kiyotsugu (1333-1384), também ator. A parceria pai-filho estabeleceu o teatro Nô de forma definitiva. Havia muitas companhias de teatro neste tempo, divididas em diferentes escolas com seu próprio estilo. As apresentações eram feitas com diferentes tipos de platéia: para o imperador, aos lordes, para os monges budistas e mesmo nas vilas. Kannami é conhecido por elevar todos os aspectos da produção, principalmente a musical, a coreografica e o lado poético deste tipo de drama. O que se sabe sobre o pai de Zeami se deve aos escritos de seu filho (Encyclopedia of World Drama. Editada por John Gassner, 1969). 
Zeami, como todo ator de noh, começa aos seis anos de idade sua carreira de ator, aos vinte e dois anos, com a morte do pai, ele assume a liderança da companhia Kanze, que estabelece uma forma do teatro noh, existente até os dias de hoje. Aos 12 anos Zeami caiu nas graças e amor do Shogun Yoshimitsu Ashikaga, do shogunato Muromachi Yoshimitsu, por sua beleza e talento artístico. Zeami sua dramaturgia de um estilo mimético para um mais abstrato em seu trabalho. Entretanto, ao final de sua vida, o novo Shogun, Yoshimori, vai preferir a volta ao estilo mimético, semelhante ao desenvolvido nos tempos do pai de Zeami. Zeami então foi proibido de representar no Palácio Imperial, sendo banido aos setenta e dois anos (1434) para a ilha de Sado (hoje corresponderia ao distrito de Niigata). 
Tanto as peças de Zeami como as de seu pai que sobreviveram aos dias de hoje foram certamente adaptadas. Os escritos de Zeami provem importantes informações sobre a teoria e prática do teatro Noh em seu período inicial. As peças de Zeami todas tem tradução ao inglês e algumas podem ser lidas na internet.

## Sucessores
Mais tarde, casado e sem perspectivas de um sucessor, ele adota uma criança, Onnami, filho do irmão mais jovem de Zeami, Kanze Shiro. Zeami começou a pensar no futuro da sua companhia e começa a escrever "Fūshikaden". Mais tarde Zeami teve três filhos, o primogênito, Juro Motomasa, o segundo, Shichiro Motoyoshi, e uma filha. Zeami teve muitos problemas ao escolher seu sucessor, ao precisar escolher entre seu filho natural, Motomasa e Onnami, pois este estava decidido a ser seu sucessor. Finalmente Zeami entregou "Fūshikaden" a Motomasa, em 1418.
Embora Zeami tivesse sido favorecido pelo shogun Yoshimitsu, esta relação mudou durante o passar dos anos. Yoshimitsu veio a apoiar o maior rival de Zeami's, Inuoh. Entretanto depois da morte de Yoshimitsu's, Yoshimochi, o novo shugun, iniciado no Zen Budismo, favorece um outro ator, Zohami, cuja especialidade era o dengaku.
Em 1428, o shogun Yoshimochi morre e um sexto veio ao poder. Onnami, sobrinho de Zeami é chamado para interpretar a grande performance Noh na cerimônia de ascensão de Yoshinori's ao shogunato, Zeami foi assim preterido. A partir daí Onnami torna-se líder do Noh, causando um cisão do grupo Kanze, O de Onnami e o de Zeami e Motomasa. Dois anos depois Motomasa, falece enquanto representava, aos trinta anos.
Depois de perder seu sucessor Motomasa, Zeami passa escolhe Komparu Zenchiku, seu genro, que veio a tornar-se seu sucessor e receber seus escritos. 
Em 1441, o sexto shogun, Yoshinori, foi assassinado e Yoshimasa Ashikaga assumiu seu lugar, mantendo a posição privilegiada de Onnami. A escola Kanze é sucessora da linhagem artística ou do estilo de Onnami.

## Dramaturgia
Os trabalhos de Zeami possuem um alto teor poético e incorporam mitos, lendas e alusões literárias em densas tramas imagéticas.
Os seus livros não são somente instruções, mas também magníficos tratados poético/estéticos baseados na cultura do Japão, sob forte influência do Zen budismo.

## Trecho
O trecho abaixo faz parte do texto teórico "O Espelho Da Flor", de Zeami, transmitido oralmente durante décadas e publicado somente em 1665, mais de duzentos anos após a sua morte.
"Olhando as plantas em flor, perguntamo-nos: porque se simboliza por uma 
flor todas as coisas do mundo? É pela sua existência efêmera que se gosta 
delas, elas só florescem durante uma estação, são raras.
De igual modo, o Nô fala ao coração e suscita o interesse. A flor, o 
interesse e a raridade, eis a maravilha do Nô.
Florir e murchar são inevitáveis: é o que torna as flores maravilhosas. O 
encanto do Nô, a sua flor, encontra-se na virtude da mudança. O Nô nunca é 
estático, transforma-se sem cessar, como a flor, e é esta mudança que o 
torna tão raro.
No entanto, é necessário respeitar as suas regras e evitar a extravagância, 
mesmo na demanda da raridade ou da novidade. Após todos os exercícios, no momento de apresentar um Nô, é preciso escolher de acordo com a situação. De entre todas as flores, só é verdadeiramente rara aquela que eclode no seu 
quadro temporal. Do mesmo modo, se aprendestes bem as numerosas técnicas das artes, escolhereis adaptando-vos à época e ao público; será como uma flor na sua estação.
As flores de hoje são semelhantes às do ano passado. Assim, o Nô, mesmo 
tendo já sido visto antes, ou inscrevendo-se num repertório importante, 
retornará, após a passagem do tempo, igualmente raro.".
(Trad. Helena Barbas).

## Nota
Os tratados teóricos de Zeami não têm tradução para o português. O poeta Haroldo de Campos traduziu o poema-peça Hagoromo, transcriação do clássico de Zeami, que recebeu o prêmio Jabuti.

### bibliografia
Português
- Giroux, Sakae. Zeami: Cena e Pensamento Nô. São Paulo: Perspectiva, 1991.
- Greiner, Christine. O Teatro Nô e o Ocidente. São Paulo: Fapesp/AnnaBlume, 2000.
- Kusano, Darci. O Que é o Teatro Nô. São Paulo: Brasiliense, 1984.
- Pronko, L. C. Teatro: Leste Oeste. São Paulo: Perspectiva, 1986.
- Suzuki, Eiko. Nô Teatro Clássico Japonês. São Paulo: Editora do Escritor.
- Zeami, La Tradición Secreta del Nô. Mexico, Editora Escenologia, 1999. (espanhol)

Inglês
- On the Art of the No Drama: The Major Treatises of Zeami, 1984, M. Yamazaki (ed.), J. T. Rimer (tr.)
- The House Of Kanze, Nobuko Albery, 1985, Simon And Schuster, New York, ISBN 0-671-60520-8 (romance)
- Zeami's Style: The Noh Plays of Zeami Motokiyo, Thomas Blenman Hare, Stanford University Press, Stanford, 1986.
- The Flowering Spirit: Classic Teachings on the Art of Nō, Zeami, William Scott Wilson (tr.), Kodansha International, Tokyo, Japan, 2006, ISBN 4-7700-2499-1 (Fūshi kaden)
- Zeami: Performance Notes, 2008, Tom Hare (tr.), Columbia University Press, ISBN 0-231-13958-6. 528 pgs.
- A History of Japanese Literature, The High Middle Ages, Volume 3 Jin'ichi Konishi, Earl Roy Miner (ed.) Aileen Gatten and Nicholas Teele (trad.) ISBN 978-0-691-10248-1. 682 pgs.
- The Artistry of Aeschylus and Zeami: A Comparative Study of Greek Tragedy and No Smethurst, M.J.
- The Japanese Theatre: From Shamanistic Ritual to Contemporary Pluralism. Ortolani, B.:
- Six Circles, One Dewdrop: The Religio-Aesthetic World of Komparu Zenchiku (1405-1468?) Thornhill, A.H.